# Smart card
Una carta intelligente (in inglese smart card) è un dispositivo hardware che possiede potenzialità di elaborazione e memorizzazione dati in grado di garantire elevati standard di sicurezza. Più in generale, un insieme di tecnologie, comprendenti circuiti integrati, microprocessori, memorie RAM, ROM, EEPROM, antenne, ecc., integrate nello stesso circuito elettrico per formare un circuito integrato che ne costituisce il nucleo principale.

## Storia

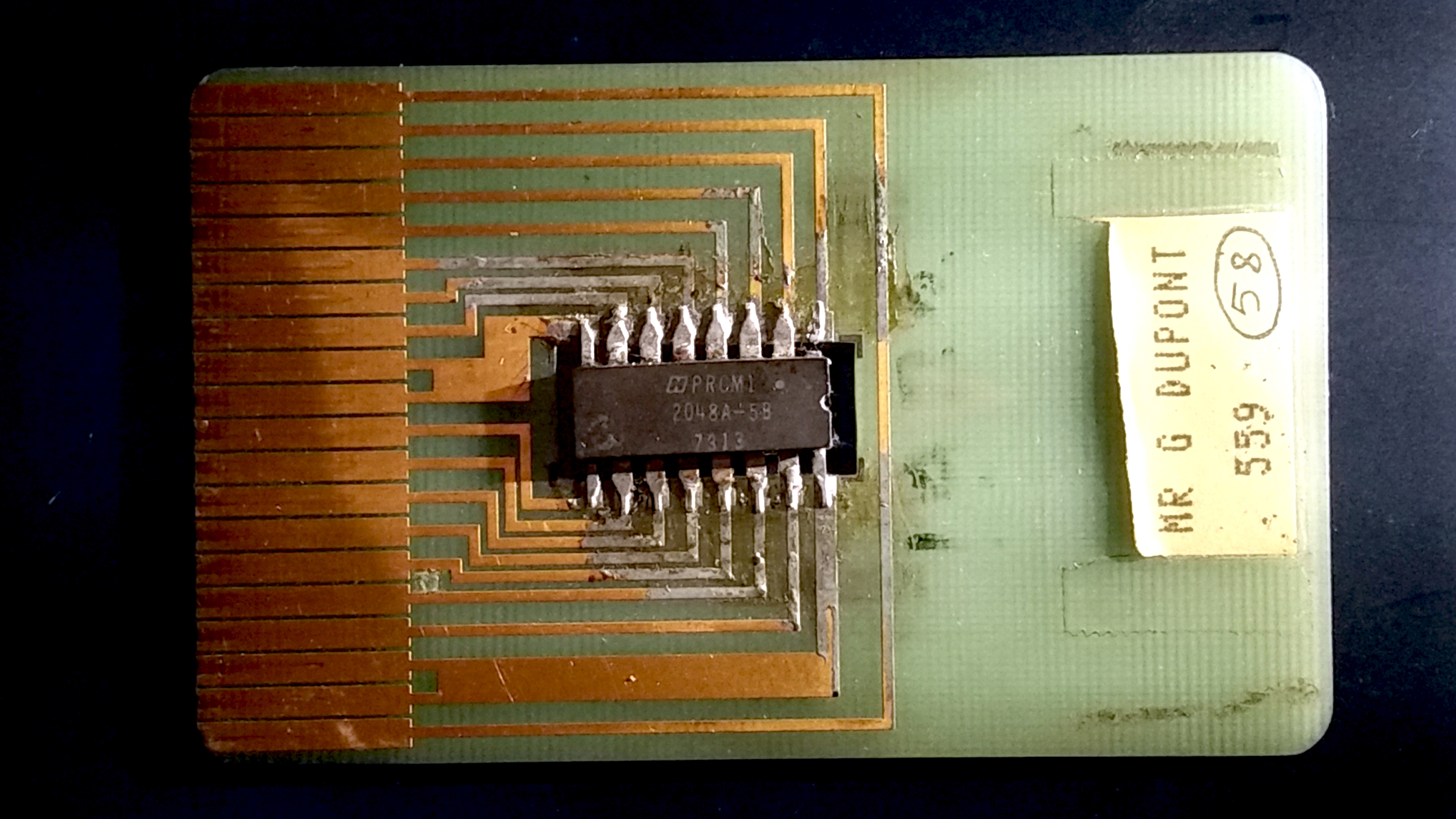
Prototipo della Smart card creato dal suo inventore Roland Moreno (circa 1975). Questo prototipo evidenzia il principio di funzionamento della smart card in cui ogni "gamba" del circuito integrato (centro) è collegata a un contatto (elementi dorati) che lo mette in relazione con l'esterno.

L'idea di incapsulare un circuito integrato in un supporto di plastica fu introdotta nel 1968 da due inventori tedeschi: Jürgen Dethloff e Helmut Grötrupp; tuttavia
nel 1974 Roland Moreno depositò il brevetto per una scheda trasportabile capace di memorizzare e gestire dati. Negli anni settanta furono registrati anche i primi brevetti da parte di diverse aziende e gruppi di ricerca, ma solo alle soglie degli anni ottanta Bull (allora CII-Honeywell-Bull) mise in commercio il primo prototipo di smart card e introdusse le smart card a microprocessore.
Le prime applicazioni su carte in PVC con smart card furono realizzate in Francia e Germania all'inizio degli anni ottanta dove le smart card furono adoperate come carte telefoniche prepagate e come carte bancarie di credito/debito ad alta sicurezza dotate di banda magnetica, la produzione delle quali ha dei cicli di produzione piuttosto lunghi rispetto alla classica stampa di tipografia. Tali applicazioni mostrarono la grande capacità di resistenza ad attacchi e la considerevole flessibilità delle smart card e traghettarono la nuova e vincente tecnologia verso i recenti sviluppi in ambito GSM e Web.
A partire dagli anni 2000 le nuove tecniche di miniaturizzazione, mediante le quali è stato possibile produrre microcircuiti integrati sempre più piccoli a costi sempre più bassi, hanno consentito di realizzare smart card più potenti dotate di coprocessore crittografico e di buone capacità di memoria a costi accessibili. Tale disponibilità ha avviato una fase di notevole e sorprendente sviluppo che è partita dall'implementazione delle carte SIM in ambito GSM fino ad arrivare alla realizzazione della carta d'identità elettronica, delle carte di credito intelligenti e dei titoli di viaggio elettronici.

## Caratteristiche
È costituita da un supporto di plastica nel quale è incastonato un microcircuito integrato connesso ad un'interfaccia di collegamento che può essere una contattiera o un'antenna. Il microcircuito integrato fornisce funzionalità di calcolo e memorizzazione dati; la contattiera o l'antenna consentono al microcircuito integrato di dialogare con uno speciale terminale di lettura collegato solitamente ad un computer mediante una interfaccia come porta seriale, parallela, USB. Solitamente sono dotate di una CPU a 8bit operante a 4 MHz, una memoria ROM da 16KB, una memoria EEPROM da 4KB, 512 byte di RAM per le computazioni temporanee e una canale di comunicazione a 9600 bit/s.

### Standard tecnici
Lo standard internazionale ISO 7816, denominato "Identification Cards - Integrated circuit(s) cards with contact", definisce le caratteristiche fisiche, elettriche e operative delle smart card a microprocessore e a sola memoria con contatti elettrici (contact). Gli standard ISO 14443 e ISO 15693 sono invece quelli utilizzati per le smart card senza contatto.

### Supporto alla crittografia
La smart card a microprocessore, grazie alle caratteristiche di protezione dei dati intrinseche del microcircuito integrato e alla presenza di un coprocessore crittografico che gli consente di eseguire le principali funzioni crittografiche della scheda madre, si propone come il mezzo adeguato a proteggere le chiavi private rilanciando la crittografia come supporto tecnologico di base per lo sviluppo di sistemi informatici sicuri e riproponendo in maniera decisa la firma digitale come un sicuro e insostituibile strumento per l'autenticazione e l'identificazione degli individui, per la verifica dell'integrità di insiemi di dati e per il non ripudio delle transazioni.

## Classificazione
Le smart card possono essere classificate in base a diversi criteri:
- sulla base delle potenzialità e delle caratteristiche del microcircuito integrato, si distinguono smart card a sola memoria e smart card a microprocessore;
- sulla base del tipo di interfaccia di collegamento, si distinguono smart card con contattiera (smart card con contatto), smart card con antenna (smart card senza contatto) e smart card con antenna e contattiera (smart card a doppia interfaccia).

Le caratteristiche del microcircuito integrato determinano sia il costo della smart card, sia l'ambito di applicazione.
Le smart card a sola memoria, tecnologicamente più semplici, sono più economiche ma offrono un livello di sicurezza più basso rispetto alle smart card a microprocessore e pertanto sono usate tipicamente per conservare dati che non necessitano di protezione alta.
Le caratteristiche del supporto di plastica e dell'interfaccia di comunicazione determinano invece il ciclo di vita della smart card.

### Smart card a sola memoria
La smart card a sola memoria, o memory card, offre unicamente funzionalità di memorizzazione sicura dei dati. Il microcircuito integrato contiene una componente di memoria permanente nella quale si può leggere e scrivere attraverso un insieme di funzioni cablate in un circuito logico pre-programmato, stampato nel microcircuito integrato durante la fase di produzione. Il circuito logico a sua volta comprende un meccanismo di protezione che salvaguarda l'accesso ai dati memorizzati basato tipicamente su un insieme di permessi di accesso.
Tipicamente le smart card a sola memoria offrono circa da 1 a 4 kByte di memoria e sono usate principalmente per applicazioni semplici quali carte prepagate, carte per la raccolta punti, ecc. In questi casi, il meccanismo di protezione consente di evitare l'incremento fraudolento del credito.
I comandi per la lettura e scrittura in memoria sono tipicamente sequenze di byte incapsulate in un protocollo seriale.
Il vantaggio delle smart card a sola memoria sta nel loro basso costo dovuto alla semplicità della tecnologia adottata. Tuttavia, per applicazioni più complesse che richiedono un livello di sicurezza maggiore, si preferisce usare smart card a microprocessore.

### Smart card a microprocessore
La smart card a microprocessore, grazie alla potenza di calcolo fornita da un microprocessore incluso nel microcircuito integrato, può essere paragonata ad un piccolo computer portatile altamente affidabile e inattaccabile in grado di elaborare e memorizzare informazioni salvaguardandone la riservatezza.
Nella memoria del microcircuito integrato è installato un sistema operativo che implementa la logica operativa della smart card. In particolare il sistema operativo si occupa della gestione interna della memoria e fornisce varie funzioni tra le quali lettura e scrittura in memoria, funzioni di programmazione dei permessi di accesso, funzioni crittografiche, ecc.
La programmabilità del microcircuito integrato conseguente alla presenza di un sistema operativo, consente di ottimizzare e personalizzare la smart card per una particolare applicazione o di integrare sullo stesso dispositivo più applicazioni (eventualmente interagenti tra loro). L'unico limite a tale flessibilità è rappresentato dalla disponibilità di risorse di memoria.
L'assortimento di comandi di una smart card a microprocessore è molto più vasto di quello di una smart card a sola memoria. Oltre ai comandi di lettura e scrittura, le smart card a microprocessore forniscono comandi di gestione dell'accesso alla memoria (es. comandi di verifica del PIN) e comandi di gestione del file system interno.
Il singolo comando viene chiamato APDU (Application Protocol Data Unit).
Grazie alla capacità di memorizzare informazioni in maniera estremamente sicura e inviolabile e alla possibilità di elaborare dati al suo interno, la smart card a microprocessore si propone in primo luogo come strumento informatico di identificazione sicura e certificata degli individui; in secondo luogo come dispositivo di elaborazione a supporto della crittografia in grado di memorizzare e proteggere le chiavi crittografiche private e di eseguire i principali algoritmi crittografici.

### Smart card con e senza contatto
La differenza tra le smart card con contatto e senza contatto sta nel tipo di interfaccia di collegamento esistente tra il microcircuito integrato e il mondo esterno.
Le prime hanno una contattiera mediante la quale ricevono l'alimentazione e dialogano con l'esterno una volta inserite in un apposito dispositivo terminale detto lettore di smart card.
Le seconde hanno un'antenna che reagisce alla presenza di un campo elettromagnetico emesso da uno speciale dispositivo di lettura/scrittura nella banda delle radio-frequenze (con tecnologia RFID), consentendo al microcircuito integrato di scambiare dati con l'esterno (purché l'antenna si trovi entro una distanza minima dal dispositivo di lettura/scrittura).
Le smart card a doppia interfaccia offrono entrambe le interfacce con e senza contatto, e pertanto la comunicazione con il microcircuito integrato può avvenire indifferentemente mediante una o l'altra. Tale caratteristica consente di integrare sulla stessa smart card sia applicazioni complesse come quelle di firma digitale tipiche delle smart card con contatto, sia applicazioni più semplici e veloci, come quelle di controllo dell'accesso ad aree riservate, che richiedono esclusivamente accessi alla memoria senza fili.

## Applicazione ed utilizzo

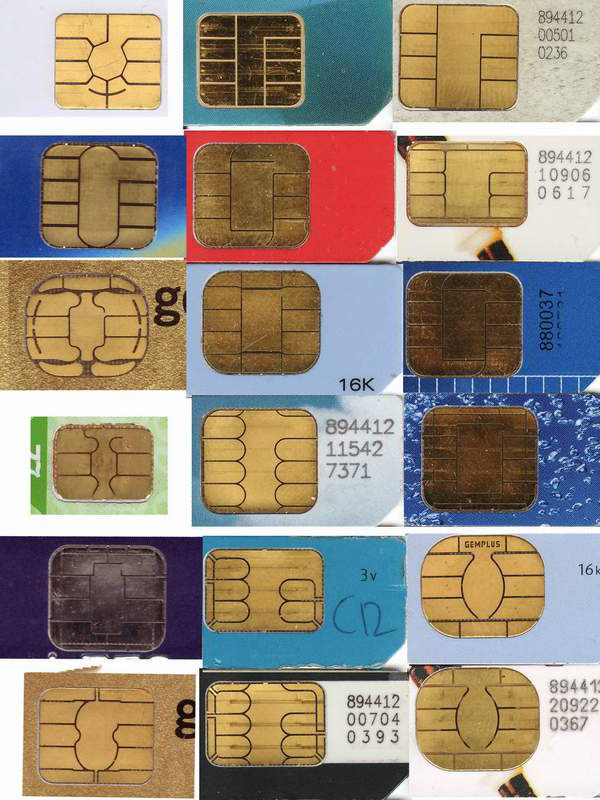
Differenti tipi di contatti in smart card e SIM.

Le applicazioni con smart card coprono numerosi campi che vanno dal settore pubblico, a quello privato e quello delle telecomunicazioni. In ogni caso le smart card sono usate principalmente per la memorizzazione sicura dei dati e per autenticare e proteggere le transazioni elettroniche.

### Telefonia fissa
In questo ambito la smart card è usata principalmente come carta prepagata grazie alle sue caratteristiche di inviolabilità.

### Telefonia mobile
Lo standard GSM ha introdotto il concetto di SIM (Carta SIM) che rappresenta un dispositivo portabile di identificazione dell'utente. La SIM conserva le informazioni di identificazione degli utenti e genera le chiavi crittografiche usate per cifrare la trasmissione digitale della voce. Pertanto può essere inserita in telefoni cellulari diversi presentando al gestore telefonico sempre la stessa identità.
I requisiti funzionali delle SIM corrispondono perfettamente con le funzionalità offerte dalle smart card e pertanto, l'implementazione su smart card (con supporto di plastica di dimensioni ridotte) è stata una scelta naturale. Analoghe considerazioni si applicano in ambito UMTS dove le USIM sono l'evoluzione delle SIM.

### Impiego bancario
In ambito bancario le smart card sono state dapprima utilizzate soprattutto come borsellini elettronici, denaro elettronico e poi, negli ultimi anni come carte di credito. Considerando che un borsellino elettronico deve consentire il caricamento, la memorizzazione e l'uso del credito evitando nello stesso tempo clonazioni e modifiche fraudolente del credito, le smart card rappresentano ancora una volta la soluzione ottimale che soddisfa tutti i requisiti. A conferma di ciò si ricordano le numerose implementazioni di borsellino elettronico tra cui: VisaCash e Mondex in UK, Geldkarte in Germania, Minipay in Italia e Moneo in Francia. Per quanto riguarda invece le carte di credito, le smart card hanno oggi sostituito le vecchie carte a banda magnetica facilmente clonabili. Nello specifico Visa, MasterCard e Europay hanno pubblicato le specifiche EMV che definiscono tra le altre cose i dettagli tecnici di una carta di credito a microchip.

### Amministrazione digitale
In quest'ambito le smart card sono state utilizzate principalmente come strumento di identificazione e di memorizzazione di informazioni personali. Il procedimento solitamente avviene attraverso l'inserimento di un codice PIN ma recentemente, grazie all'Istituto di Informatica e Telematica del Consiglio Nazionale delle Ricerche di Pisa è stata elaborata una nuova applicazione che sostituisce al PIN i dati biometrici (Impronte digitali in particolare ma anche Iride, volto e voce) del titolare della smart card. Tale procedimento, chiamato Match-On-Card, aumenta la sicurezza delle procedure, consentendo la verifica dell'identità del titolare attraverso il confronto fra l'impronta digitale, ad esempio, e la stessa contenuta nella smart card rendendone impossibile la manomissione ed eliminando il rischio che le informazioni personali vengano intercettate da possibili pirati, poiché esse non lasciano mai il supporto né attraversano alcun canale di comunicazione. Al momento della consegna della carta, l'impronta digitale del titolare viene codificata e memorizzata per essere poi verificata attraverso un lettore di impronte, simile a quelli presenti all'ingresso di alcune banche.
Tra le numerose realizzazioni si ricordano passaporti e carte di identità elettronici, carta nazionale dei servizi, carte sanitarie elettroniche, carte pensione, schede elettorali elettroniche, carte di firma digitale a valore legale, ecc...
Si noti che, sebbene i dati memorizzati non siano manomissibili, se all'atto dell'emissione della smart card il titolare è stato identificato tramite un documento tradizionale che è possibile falsificare, quale carta d'identità o patente di guida rilasciata dalla Prefettura, si ha solo un falso senso di sicurezza, in quanto si è mantenuto esattamente lo stesso punto debole dei sistemi che si intende migliorare.

### Trasporti
Nei trasporti pubblici le smart card (soprattutto quelle di tipo senza contatto) sono impiegate per ospitare titoli di viaggio elettronici nei sistemi di bigliettazione elettronica. Tipicamente sono utilizzate come biglietti prepagati multicorsa, come borsellino elettronico o in sostituzione degli abbonamenti (sono invece poco utilizzate per le corse semplici per via del costo della componente elettronica, difficilmente ammortizzabile su un titolo con prezzo basso come la corsa semplice). Nei trasporti privati invece le smart card sono spesso utilizzate come carte di pagamento per i parcheggi pubblici. In alcune realtà esistono sistemi di trasporto pubblico integrati con quello della sosta, che consentono l'integrazione dei pagamenti dei due servizi tramite un unico strumento dato da una smart card appositamente realizzata.

### Videogiochi

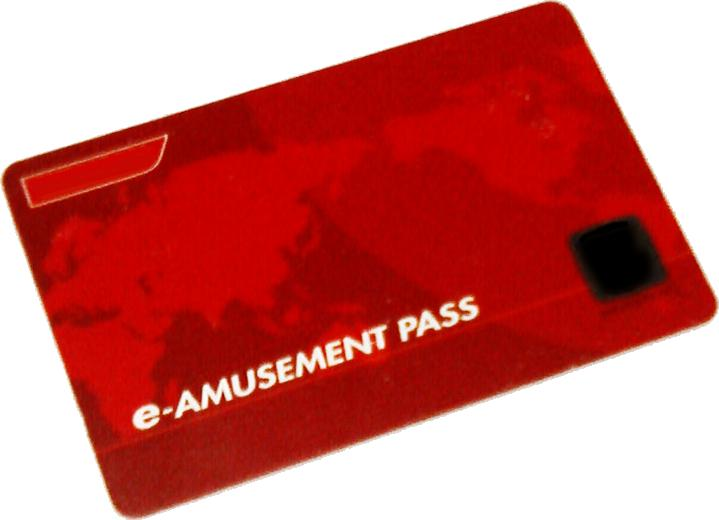
e-Amusement Pass di Konami

Nelle sale giochi giapponesi, le smart card contactless (chiamate comunemente "IC card" in questo ambito) vengono utilizzate dai vari produttori di cabinati arcade come metodo identificativo per accedere a varie funzioni (sia online che offline) e come supporto di memoria per salvare i progressi di gioco. A seconda dei casi, i vari videogiochi arcade possono avere card dedicate oppure utilizzare la "card universale" del proprio produttore. Tra le più diffuse ci sono Banapassport di Bandai Namco, e-Amusement Pass di Konami, Aime di SEGA e Nesica di Taito.
Nel 2018, per cercare di rendere l'utilizzo delle IC card nelle sale giochi giapponesi più semplice e diretto, Konami, Bandai Namco e SEGA hanno stipulato un accordo per introdurre un nuovo sistema di carte unificato chiamato Amusement IC. Grazie a questo accordo, le tre compagnie hanno iniziato a implementare lettori di carte universali, che consentono ai giocatori di usare una qualsiasi delle IC card con qualunque macchina e servizio delle tre compagnie. Nel gennaio 2019, Taito ha annunciato che anche la sua carta Nesica sarebbe entrata a far parte dell'accordo con le altre tre compagnie.

### Televisione a pagamento
Le smart card vengono molto spesso fornite ai consumatori per permettere la visione in chiaro di programmi o canali a pagamento diffusi via satellite o digitale terrestre, tipicamente dopo aver sottoscritto un abbonamento. La capacità di calcolo e la sicurezza della smart card assicurano all'operatore TV che una volta terminata la sottoscrizione l'accesso al contenuto protetto non sia più possibile.

### Militare
In Italia - in questo settore - le smart card hanno consentito di realizzare la carta multiservizi della Difesa (CMD) che rappresenta sia un vero e proprio documento di riconoscimento del personale militare e del personale civile dipendente dal Ministero della difesa, sia un contenitore di informazioni personali tra cui informazioni sanitarie (estremamente utili in caso di ferimento durante un'operazione di guerra), informazioni relative al grado e al corpo di appartenenza, informazioni relative alla firma digitale, ecc.

### Informatica
In tale ambito, le principali necessità riguardano il controllo dell'accesso ad aree riservate, il controllo dell'accesso alle reti e ai sistemi di calcolo (autenticazione e firewalling) e la protezione delle postazioni di lavoro (tipicamente personal computer) mediante sistemi di accesso sicuro e cifratura dei dati sensibili.